# Návrat divokých koní 2011

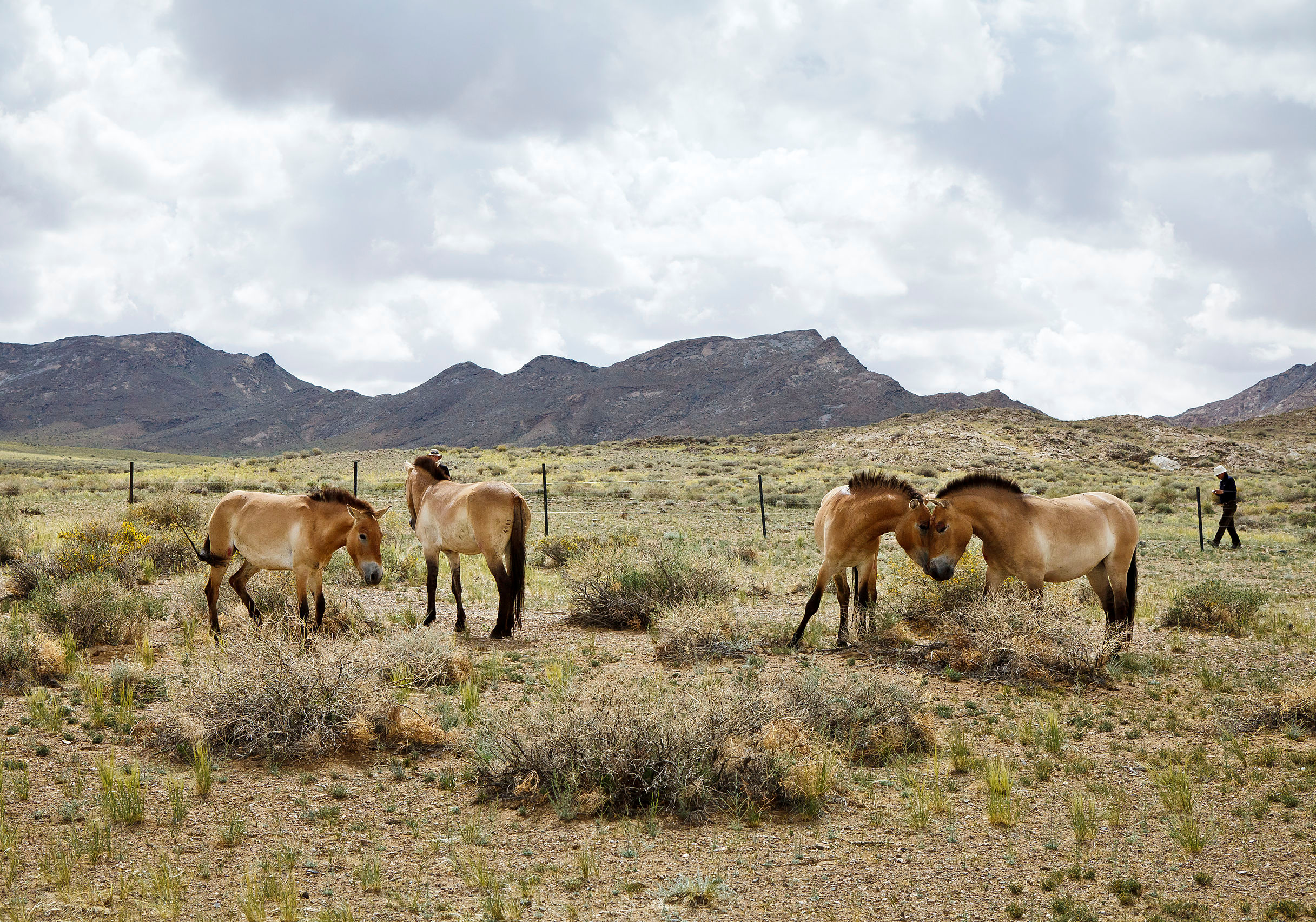
Návrat divokých koní 2011

Návrat divokých koní 2011 je označení prvního ročníku rozsáhlého ochranářského reintrodukčního projektu Zoo Praha (obecné info na Návrat divokých koní). První ročník vyvrcholil v červnu 2011, kdy Zoo Praha uskutečnila historicky vůbec první český transport koní Převalského do Mongolska. Zároveň se jednalo o v celé historii první přesun těchto koní, který byl naplánován a zorganizován přímo zoologickou zahradou. Do té doby na obdobných akcích zoo participovaly jen jako odborní poradci či jako pouzí „dodavatelé“ koní. Transportem Zoo Praha se podařilo opět upoutat českou i světovou veřejnost na problém ochrany těchto divokých koní a potřebu jejich dalšího průběžného navracení do asijských stepí. Akce proběhla ve spolupráci s Armádou ČR.

## Myšlenka prvního českého transportu
Idea prvního českého transportu vznikla na sklonku roku 2010 s cílem eliminovat dramatický pokles reintrodukované populace v národním parku Gobi B, k němuž došlo na počátku roku 2010. Ukázalo se však, že tento cíl je prakticky nesplnitelný vzhledem ke změnám, k nimž došlo od posledních transportů. Mongolské aerolinie totiž vyměnily své stroje za modernější, které – na rozdíl od těch původních – nebyly schopny přistávat na nezpevněných plochách stepi. Pozemní cesta od nejbližšího letiště by byla natolik náročná, že realizace takového projektu by byla spíše utopií. Proto došlo k rozhodnutí podpořit jinou lokalitu – Seeriin Us v oblasti Chomiin Talu. Tamní projekt vznikl ve spolupráci francouzské nadace a mongolských ochránců přírody. První koně tam dorazili roku 2004, další následovali o rok později. Pocházeli přitom z francouzské aklimatizační stanice Le Villaret. Populace před příjezdem českého transportu čítala 24 jedinců. Od roku 2006 do května 2011 se přitom v místě narodilo 16 hříbat, z toho však jen necelá polovina přežila. Zlepšení této bilance pomocí zvýšení genetické diverzity i absolutní početnosti se stalo jedním z cílů českého transportu.

## Realizace transportu
Jelikož byli všichni klasičtí letečtí přepravci příliš drazí, stala se největším kamenem úrazu právě doprava. Nečekaně však přišla příležitost využít kapacity českého vojenského letectva (Armády ČR), bez jehož pomoci by transport pravděpodobně nebyl uskutečněn. Po získání nutných povolení se začalo s podrobnějšími přípravami celé akce. Použit byl letoun CASA C295M. Let s dvěma mezipřistáními měl přistát v mongolském Hovdu, avšak získat všechny potřebné formality bylo nesmírně obtížné. Podařilo se to až na přímluvu českého velvyslance v Mongolsku.

## Výběr koní
Ve spolupráci s koordinátorkou evropského záchovného programu (EEP) došlo pro transport a reintrodukci v Mongolsku k výběru následujících jedinců:
- Matyáš (hřebec, narozen 2008, Slatiňany, Česko)
- Lima (klisna, sestra Matyáše, narozena 2007, Slatiňany, Česko)
- Kordula (klisna, narozena 2006, Zoo Praha, Česko)
- Cassovia (klisna, narozena 2006, Zoo Košice, Slovensko)

## Průběh transportu
Transport probíhal ve dnech 14. až 16. června 2011. Začal 14. června v šest hodin ráno, a to nakládáním koní do přepravních beden. Koně byli před transportem shromážděni do Chovné a aklimatizační stanice Zoo Praha v Dolním Dobřejově v oblasti České Sibiře, tedy v regionu, v němž panují drsnější klimatické podmínky vhodné pro aklimatizaci před cestou. Letoun s koňmi na palubě odstartoval z Prahy v 15:25. V Mongolsku na letišti v Hovdu přistál následujícího dne v 14:10 tamního času. V průběhu letu byla absolvována dvě mezipřistání na území Ruska – v Kazani a Novosibirsku. Po vyřízení všech formalit a překládce koní na nákladní auta (trvalo přes tři hodiny) následovala přes 280 km dlouhá cesta na místo určení. Tato cesta si vyžádala dlouhých 22 hodin. Všichni koně však dorazili v pořádku a byli úspěšně vypuštěni do aklimatizačního areálu.

## Další osudy převezených koní
Samice Lima v roce 2012 porodila mládě. O rok později ji napodobila Cassovia. V roce 2014 přivedly na svět potomka všechny tři samice. Hřebec Matyáš uhynul 7. 7. 2014. Jako příčina úmrtí byla určena slezinná sněť – anthrax, tedy onemocnění, které v tehdy v oblasti způsobilo úhyn mnoha domácích koní. Ještě v roce 2014 se mu však narodil potomek – pohrobek. Geneticky cenný potenciál tak zůstal zachován.

## Galerie

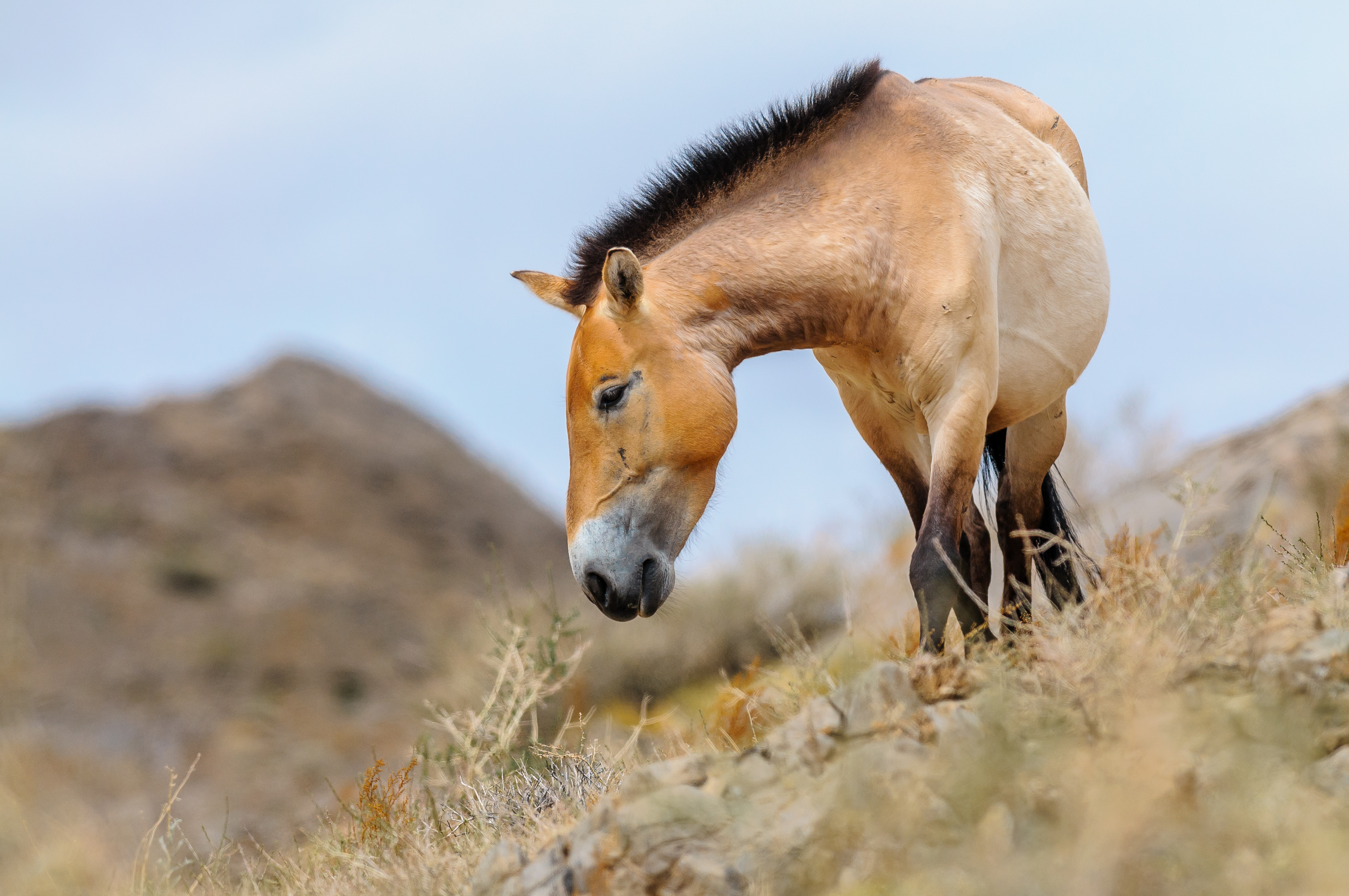
Kordula v roce 2012 (rok po transportu)
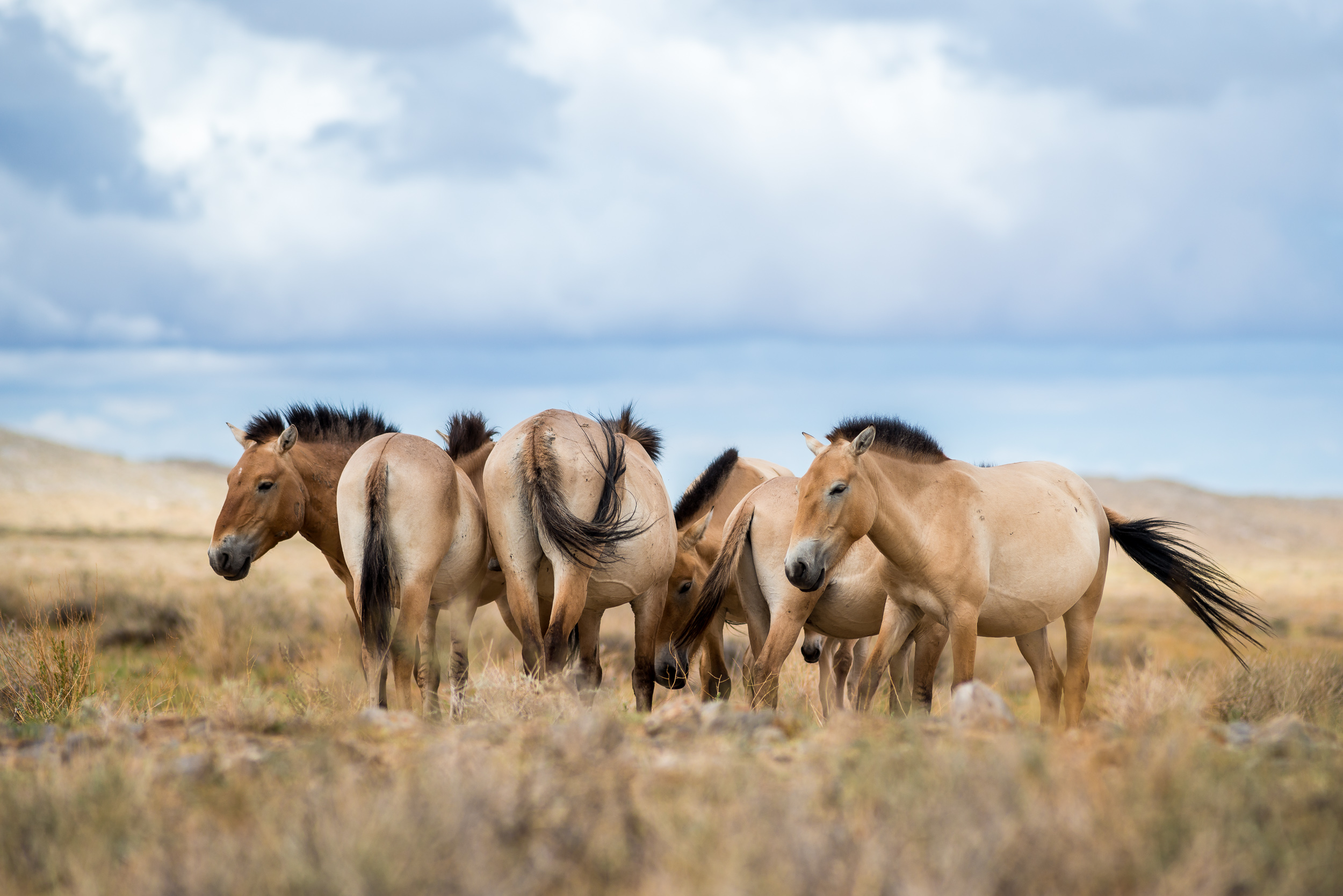
Klisny transportované do Mongolska v roce 2011, záběr z roku 2013